# Lista de prêmios e indicações recebidos por Will Smith
O ator, produtor e cantor estadunidense Will Smith já recebeu diversos prêmios e indicações a prêmios em sua carreira, sendo um dos mais aclamados e premiados atores de sua geração. Tendo iniciado sua carreira na década de 1990, Smith figura também como um dos mais renomados atores afro-americanos da história do cinema. Sua primeira premiação de grande destaque foi o Grammy de Melhor Performance de Rap por "Parents Just Don't Understand" (dividido com DJ Jazzy Jeff) em 1989. Nos anos seguintes, Smith foi indicado outras vezes na mesma categoria, vencendo o prêmio novamente em 1992, 1998 e 1999.
Ainda na década de 1990, Smith foi indicado a outras importantes premiações musicais, como o MTV Video Music Awards, vencendo nas categorias Melhor Vídeo Musical e Melhor Vídeo de Rap por suas performances musicais no filme de ficção científica Men in Black (1997). Dentre outros prêmios, o ator foi consagrado também como um dos principais vendedores de singles de rap da década pelo World Music Awards. No mesmo período, Smith passou a estrelar a série televisiva The Fresh Prince of Bel Air (1993), considerada um grande sucesso de sua carreira como ator e que rendeu-lhe duas indicações ao Globo de Ouro de Melhor Ator em Série de Comédia ou Musical em 1993 e 1994, respectivamente. 
Seu primeiro prêmio de destaque no setor cinematográfico foi em reconhecimento por sua performance no drama biográfico Ali (2002), no qual interpretou o pugilista estadunidense Muhammad Ali. Por este papel, Smith foi indicado ao Globo de Ouro de Melhor Ator em Filme de Drama e ao Óscar de Melhor Ator Principal, perdendo estas indicações para Russell Crowe por A Beautiful Mind e para Denzel Washington por Training Day, respectivamente. Em 2007, Smith foi indicado novamente nestas categorias do Globo de Ouro e do Óscar por sua aclamada atuação no drama biográfico The Pursuit of Happyness e em 2016 pelo drama Concussion.
Na década de 2020, Smith voltou à evidência em premiações do cinema com sua indicação ao Emmy do Primetime de Melhor Série de Comédia por Cobra Kai. A indicação, no entanto, foi vencida pela série Ted Lasso. No ano seguinte, Smith venceu pela primeira vez o Óscar de Melhor Ator e o Globo de Ouro de Melhor Ator em Filme de Drama por sua performance como o treinador de tênis Richard Williams.

## Prêmios e indicações
| Ano                           | Categoria                              | Indicado/Obra               | Resultado | Ref.          |
| ----------------------------- | -------------------------------------- | --------------------------- | --------- | ------------- |
| BAFTA Film Award              |                                        |                             |           |               |
| 2022                          | Melhor Ator Principal                  | King Richard                | Venceu    |               |
| César                         |                                        |                             |           |               |
| 2005                          | César Honorário                        | César Honorário             | Venceu    |               |
| Prêmios Critics' Choice Movie |                                        |                             |           |               |
| 2002                          | Melhor Ator em Cinema                  | Ali                         | Indicado  |               |
| 2007                          | Melhor Ator em Cinema                  | The Pursuit of Happyness    | Indicado  |               |
| 2021                          | Melhor Ator em Filme de Ação           | Bad Boys for Life           | Indicado  |               |
| 2022                          | Melhor Ator em Cinema                  | King Richard                | Venceu    |               |
| Prémios Emmy do Primetime     |                                        |                             |           |               |
| 2021                          | Melhor Série de Comédia                | Cobra Kai                   | Indicado  | [ 2 ]         |
| Globo de Ouro                 |                                        |                             |           |               |
| 1993                          | Melhor Ator em Série Cômica ou Musical | The Fresh Prince of Bel-Air | Indicado  | [ 6 ]         |
| 1994                          | Melhor Ator em Série Cômica ou Musical | The Fresh Prince of Bel-Air | Indicado  | [ 6 ]         |
| 2002                          | Melhor Ator em Filme Dramático         | Ali                         | Indicado  | [ 6 ]         |
| 2007                          | Melhor Ator em Filme Dramático         | The Pursuit of Happyness    | Indicado  | [ 7 ]         |
| 2016                          | Melhor Ator em Filme Dramático         | Concussion                  | Indicado  | [ 8 ]         |
| 2022                          | Melhor Ator em Filme Dramático         | King Richard                | Venceu    | [ 5 ]         |
| Prêmios da Academia (Óscar)   |                                        |                             |           |               |
| 2002                          | Melhor Ator Principal                  | Ali                         | Indicado  | [ 9 ]         |
| 2007                          | Melhor Ator Principal                  | The Pursuit of Happyness    | Indicado  | [ 10 ]        |
| 2022                          | Melhor Ator Principal                  | King Richard                | Venceu    | [ 11 ] [ 12 ] |
| Prêmios Screen Actors Guild   |                                        |                             |           |               |
| 2007                          | Melhor Ator em Cinema                  | The Pursuit of Happyness    | Indicado  | [ 13 ]        |
| 2021                          | Melhor Ator em Cinema                  | King Richard                | Venceu    | [ 14 ]        |